# Comuna Ozerivka, Bereznehuvate
Ozerivka (în ucraineană Озерівка) este o comună în raionul Bereznehuvate, regiunea Mîkolaiiv, Ucraina, formată din satele Novooleksandrivka și Ozerivka (reședința).

## Demografie
Componența lingvistică a comunei Ozerivka
     Ucraineană (92,9%)
     Rusă (6,53%)
     Alte limbi (0,28%)
Conform recensământului din 2001, majoritatea populației comunei Ozerivka era vorbitoare de ucraineană (92,9%), existând în minoritate și vorbitori de rusă (6,53%).